# Эспозито, Анджело (хоккеист)
Анджело Эспозито (англ. Angelo Esposito; род. 20 февраля 1989, Монреаль, Квебек) — канадский хоккеист.

## Биография
Родился 20 февраля 1989 года в Монреале, в Канаде. Выступал за юниорские клубы в хоккейных лигах Северной Америки. С 2007 по 2011 год выступал в Американской хоккейной лиге за «Чикаго Вулвз». В сезоне 2011/12 играл в АХЛ за «Сан-Антонио Рэмпэйдж» и «Техас Старз». Также провёл 3 матча в хоккейной лиге Восточного побережья «Цинциннати Сайклонс».
В 2012 году стал игроком команды Финской хоккейной лиги «Пеликанс». В 29 матчах за клуб забросил 3 шайбы и отдал 4 голевые передачи. Также в этом сезоне провёл 5 матчей в Итальянской лиге за «Милано Россоблу». В сезоне 2013/14 выступал за итальянскую команду «Больцано» в Австрийской хоккейной лиге. В составе клуба стал чемпионом Австрии, в регулярном сезоне в 35 матчах забросил 1 шайбу и отдал 7 голевых передач, а в плей-офф сыграл 13 встреч, очков за результативность не набрал.
В сезоне 2014/15 сыграл 1 матч в хоккейной лиге Восточного Побережья за «Форт-Уэйн Кометс». В сезоне 2015/16 выступал в чемпионате Италии за команду «Кортина». В сезоне 2016/17 сыграл 9 матчей во второй чешской лиге за «Мотор» из Ческе-Будеёвице.
В 2006 году выступал за канадскую команду на Мировом Кубке вызова. В 2007 году играл на юниорском чемпионате мира, а в 2009 году — на молодёжном первенстве за сборную Канады.
На выборах в парламент Канады в 2019 году выдвигался от Консервативной партии.